# Manxezi
Manxezii reprezintă un grup etnic celtic originar din Insula Man din Marea Irlandeză din nordul Europei. Cultura lor are influențe nordice și engleze semnificative. 
Conform recensământului din 2011, Insula Man are o populație de 84 655 de persoane, dintre care 26.218 locuiesc în capitala insulei Douglas. Cea mai mare proporție a populației s-a născut pe insulă, dar majoritari sunt cetățenii englezi. Conform recensământului din 2011, 47,6% s-au născut în Insula Man, iar 37,2% s-au născut în Anglia, 3,4% în Scoția, 2,1% în Irlanda de Nord, 2,1% în Republica Irlanda, 1,2 % în Țara Galilor și 0,3% născuți în Insulele Canalului, cu 6,1% din populație născută în altă parte a lumii. 